# 泉州三邑
泉州三邑，指明清时期福建省泉州府的晉江（又稱晉邑、晉水，含县治刺桐城即今泉州市鲤城区，以及泉安乡即今晋江市安海镇）、南安（又稱南邑、武榮，治今南安市丰州镇）、惠安（又稱惠邑、螺陽，治今惠安縣螺城鎮）三縣。三縣故地絕大多數位於今日泉州市境內，含鯉城區、豐澤區、洛江區、泉港區、晉江市、石獅市、南安市及惠安縣等地，而南北邊緣的少數村莊因1949年後行政區劃調整而分別劃屬廈門市翔安區及莆田市仙遊縣。一般臺灣所稱之三邑，即指晉南惠三邑。
在臺灣清治時期自中國大陸遷臺的漢族閩南移民，以泉州府居民佔大多數，其中以三邑最多（但惠安較少）。1926年臺灣總督府官房調查課調查全臺漢人族群，並於兩年後出版《臺灣在籍漢民族鄉貫別調查》，調查結果臺灣當時有18.2%的人口來自三邑，占泉州裔的40.75%，臺南最多三邑人口，彰化其次；該調查也顯示出各地三邑人在漳泉兩府移民後裔當中的比例：全臺平均為22.88%，新竹高於5成，彰化、雲林高於3成，臺南、屏東約3成，而臺北、苗栗、臺中、嘉義、高雄僅高於2成，基隆約1成，在同安裔極多的澎湖與漳州裔極多的宜蘭、桃園、南投皆不足1成，新北在大量同安裔、安溪裔、漳州裔的影響下也不足1成。
姓氏方面，有陳、蔡、吳、王、許、黃、林、張、李、洪、曾、謝、鄭、蘇、施、楊、顏、周、郭、莊、邱、柯、劉、葉、姚、呂、蕭、傅、尤、侯、戴、孫、趙、翁、高、盧、何、沈、徐、朱、賴、梁、卓、藍、胡、方、連、余、薛、江、馬、石、辜、留、鄧、龔、粘、褚、巫、駱、白、廖、宋、魏、邵、蔣、紀、詹、阮、温、童、丁、伍、韋、雷、康、彭、羅、鍾、柳、范、金、任、潘、杜、唐、董、曹、倪、田、程、佘、萬、車、湯、涂、甘、袁、鄞、池、穆、世、錢、汪、鐘、章、花、闕、姜、辛、出、歐陽、諸葛等113姓三邑人渡臺開發，晉江最多、南安次之、惠安最少。
在臺北，三邑移民以艋舺龍山寺為中心，頗得商業利益。也為了利益，參與、引發了許多歷史重要事件，如驅逐勢力範圍內的同安人之頂下郊拚等。艋舺青山王廟則是艋舺的「庄頭大廟」，每年舉辦「艋舺大拜拜」。
相較於臺灣中北部等地，清代臺南地區閩南移民較少發生不同縣籍之間的衝突，府城內外皆為閩南十餘縣移民並存之地。據府城近郊墓葬數量顯示，府城內以晉江縣為首，同安、龍溪、海澄、南安、漳浦五縣依序遞減，此六縣即為金門、廈門兩島週邊各縣，其餘諸縣移民於府城內較不具規模。府城外的三邑人定居點周圍也經常出現他縣移民，混合程度較臺灣中北部來得高。此外，臺南也擁有最多姓氏的三邑裔，陳、蔡、吳、王、許、黃、林、張、李、洪、曾、謝、鄭、蘇、施、楊、顏、周、郭、莊、邱、柯、劉、葉、姚、呂、蕭、傅、尤、侯、戴、孫、趙、翁、高、盧、何、沈、徐、朱、賴、梁、胡、方、連、余、薛、江、馬、石、鄧、龔、褚、白、廖、魏、邵、蔣、紀、詹、阮、丁、伍、韋、雷、康、羅、鍾、范、金、任、潘、杜、董、曹、倪、田、程、佘、萬、車、湯、涂、甘、袁、池、汪、歐陽、諸葛，達89姓，多於彰化。
通常來說，泉州三邑的建築、宗教，以及居家生活習慣影響臺灣甚鉅，比方廟宇建築、臺灣喪葬習俗、臺灣閩南語腔調等。除了艋舺龍山寺，臺灣各地的龍山寺如淡水龍山寺、林口龍山寺（今林口竹林寺）、大溪龍山寺、鹿港龍山寺、臺南龍山寺、鳳山龍山寺等，都是三邑人的信仰中心。
除了晉南惠三邑之外，現今泉州山區又有安永德三邑：即安溪、永春、德化之合稱。